# Dicranota schistacea
Dicranota (Paradicranota) schistacea là một loài ruồi trong họ Pediciidae. Chúng phân bố ở vùng sinh thái Palearctic.